# Kimphói nemzetközi repülőtér
A Kimphói nemzetközi repülőtér (IATA: GMP, ICAO: RKSS) Dél-Korea egyik nemzetközi repülőtere, amely Szöul közelében található. Éves utasforgalma 24 524 065 fő (2022).

## Futópályák
A repülőtér futópályái:
- 14R/32L (3200 m, 60 m, aszfalt)
- 14L/32R (3600 m, 45 m, aszfalt)

## Forgalom
Az utasforgalom az elmúlt években az alábbi módon változott:
| Utasok száma | 36 489 214 | 36 637 067 | 16 880 641 | 13 448 152 | 14 264 693 | 18 513 927 | 21 566 946 | 25 043 088 | 25 448 416 | 24 524 065 |
|              | 1997       | 2000       | 2003       | 2005       | 2008       | 2011       | 2014       | 2016       | 2019       | 2022       |